# Benzil
A benzil (szisztematikus nevén 1,2-difeniletán-1,2-dion) szerves vegyület, képlete (C6H5CO)2, melyet gyakori rövidítéssel (PhCO)2-nek is írnak. Ez a sárga színű anyag az egyik legelterjedtebb diketon. Főként a polimerkémiában használják fotoiniciátorként.

## Szerkezete
A benzil legfigyelemreméltóbb szerkezeti sajátossága a hosszú (154 pm-es) szén–szén kötés, mely azt jelzi, hogy a két karbonil szén között nincs pi-kötés. A PhCO centrumok síkalkatúak, de a benzoilcsoportok egymáshoz képest el vannak fordulva, a diéderes szög 117°. Sztérikusan kevésbé gátolt analógok esetén (glioxál, diacetil, oxálsav-származékok) a két (RCO)2-csoport síkalkatú anti-konformációt vesz fel.

## Felhasználása
A benzilt nagyrészt polimerek gyökös térhálósítására használják. A benzil ultraibolya sugárzás hatására bomlik, így az anyagban szabad gyökök keletkeznek, melyek elősegítik a keresztkötések kialakulását. Nemrégiben kimutatták, hogy a benzil hatásosan gátolja az emberi karboxilészteráz enzimeket, melyek a karbonsav-észterek és számos klinikailag használt gyógyszer hidrolízisében vesznek részt.

### Reakciói
A benzilt a szerves szintézisekben használják. Aminokkal kondenzációs reakcióban diketimin ligandumokká alakul. A benzil egyik klasszikus szerves kémiai reakciója a benzilsav-átrendeződés, ez a benzil benzilsavvá történő báziskatalizált átrendeződése. Ezt a reakciót használják ki a fenitoin nevű gyógyszer-hatóanyag gyártásában. A benzil 1,3-difenilacetonnal aldolkondenzációs reakcióba lép, ennek során tetrafenilciklopentadienon keletkezik.

## Előállítása
A benzilt benzoinból állítják elő, a benzoint benzaldehidből lehet nyerni benzoin kondenzáció révén.
PhC(O)CH(OH)Ph  +  2 Cu2+  →  PhC(O)C(O)Ph  +  2 H+  + 2 Cu+

## Fordítás
Ez a szócikk részben vagy egészben  a   Benzil című angol Wikipédia-szócikk ezen változatának fordításán alapul.  Az eredeti cikk szerkesztőit annak laptörténete sorolja fel. Ez a jelzés csupán a megfogalmazás eredetét és a szerzői jogokat jelzi, nem szolgál a cikkben szereplő információk forrásmegjelöléseként.